# Torsvi distrikt
Torsvi distrikt är ett distrikt i Enköpings kommun och Uppsala län. 
Distriktet ligger i södra delen av kommunen. 

## Tidigare administrativ tillhörighet
Distriktet inrättades 2016 och utgörs av socknen Torsvi i Enköpings kommun.
Området motsvarar den omfattning Torsvi församling hade vid årsskiftet 1999/2000.